# GreedFall II: The Dying World
GreedFall II: The Dying World est un jeu vidéo de rôle développé par Spiders et édité par Nacon. Sa sortie en accès anticipé sur Microsoft Windows a eu lieu le 24 septembre 2024. Sa sortie officielle est prévue pour 2025. Il fait suite à GreedFall sorti en 2019.

## Développement
GreedFall II: The Dying World est annoncé en mai 2022 alors que le studio Spiders est en train de finaliser le développement de Steelrising.
Comme pour le précédent opus, la bande-son est composée par Olivier Derivière, en collaboration avec l'orchestre symphonique national slovaque.